# Maria Abdy
Maria Abdy, geb. Smith (* 25. Februar 1797 in London; † 19. Juli 1867 in Margate, Kent) war eine  englische Dichterin.

## Leben und Werk
Maria Abdy war das einzige Kind des Juristen Richard Smith und seiner Gattin Maria, geb. Smith (1773–1828/29). Mütterlicherseits war sie eine Nichte der Schriftsteller James und Horace Smith, die 1812 das bekannte Parodienbuch Rejected Adresses verfassten.
Über Abdys Leben ist wenig bekannt. Obwohl sie über ihre Mutter von einer Familie von Dissenters abstammte, heiratete sie 1821 im Alter von 24 Jahren den Geistlichen John Channing Abdy († 1845), der seinem Vater W. J. Abdy († 1823) als Pfarrer von St John’s, Southwark. London, nachfolgte. Von ihm bekam sie mindestens einen Sohn, Albert Channing Abdy (* 1828), der sich wie sein Vater dem Beruf des Pfarrers zuwendete.
Abdy war sehr lesebegierig und begann früh mit eigener Schriftstellerei, die den Einfluss ihrer Onkeln zeigt. Offenbar ermutigte sie ihr Gatte, ihre Poeme zu veröffentlichen. Ihr erster Gedichtband erschien 1834 unter dem Titel Poetry. Sie verfasste bis 1862 noch sieben weitere solche Bände, die nur für einen privaten Lesezirkel gedruckt wurden und den gleichen Titel trugen. Viele darin enthaltene Gedichte widmen sich religiösen Gegenständen. Einige von ihnen sollten als kirchliche Hymnen gesungen werden. Sie sprach in ihren Dichtungen aber auch andere Themen an; so übte sie in manchen von ihnen ernste Sozialkritik an den schwierigen Arbeitsbedingungen alleinstehender junger Frauen, etwa Erzieherinnen. Andere poetische Arbeiten greifen Gesellschaftsthemen in einem humorvollen und leichteren satirischen Ton auf. Einen Teil ihrer Gedichte publizierte sie auch in Zeitschriften wie The New Monthly Magazine und The Metropolitan Magazine sowie in Jahrbüchern wie The Keepsake und Book of Beauty. Sie starb am 19. Juli 1867 im Alter von 70 Jahren in Margate und fand ihre letzte Ruhestätte auf dem Friedhof St Peter’s auf der Isle of Thanet in Kent.